# Lakhegy
Lakhegy là một thị trấn thuộc hạt Zala, Hungary. Thị trấn này có diện tích 8,58 km², dân số năm 2010 là 488 người, mật độ 57 người/km².